# Ulu Tiram

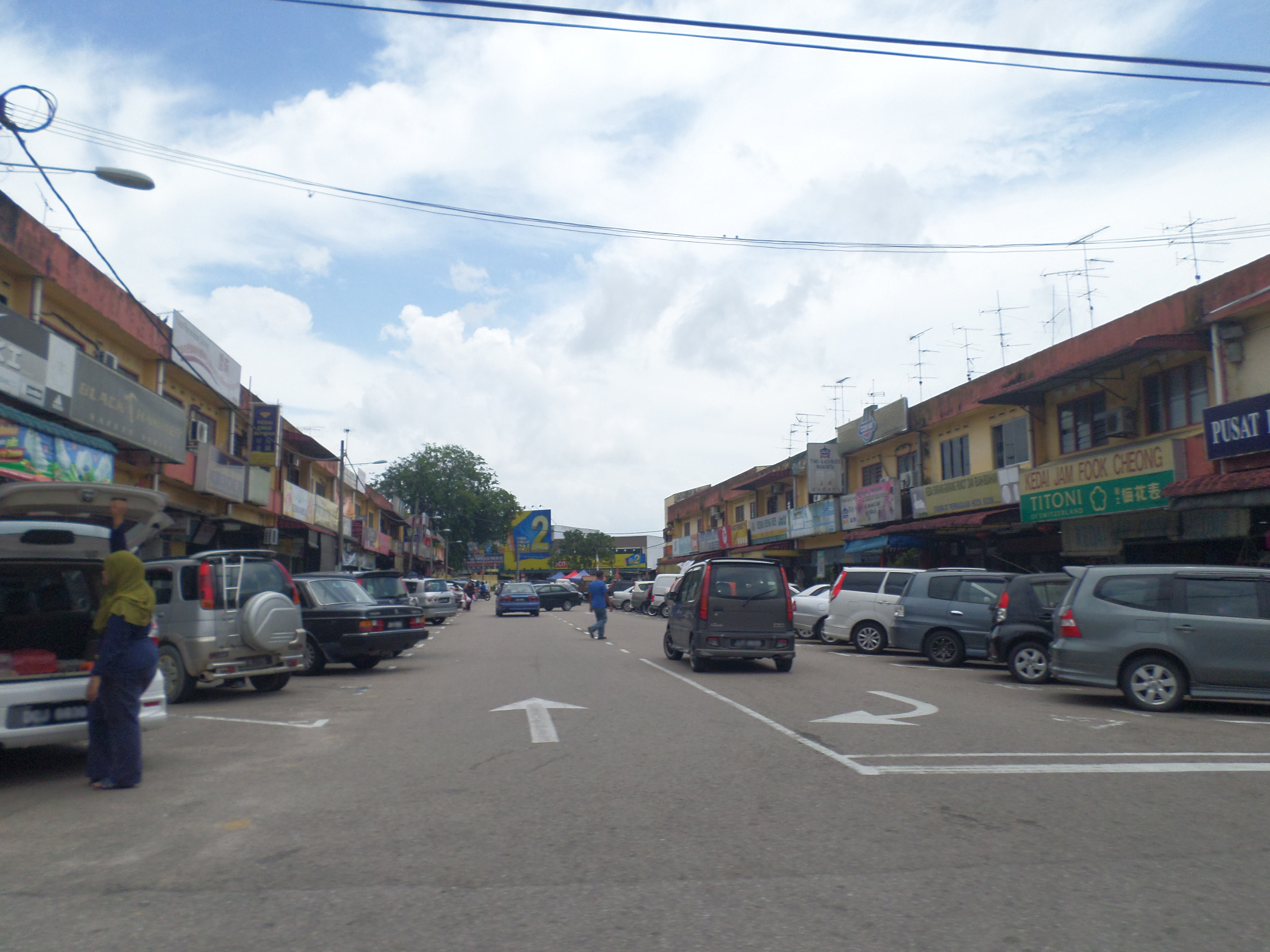
Ulu Tiram

Ulu Tiram is een stad in de Maleisische deelstaat Johor.
Ulu Tiram telt 3500 inwoners.